# Jacques Zegers
Pour les articles homonymes, voir Zegers.
Jacques Zegers, né le 25 juin 1947 à Bruxelles, est un chanteur, comédien et journaliste belge.

## Biographie
Il est né d'une mère belge et d'un père français.
Jacques commence le chant en 1963 à l'âge de 16 ans, dans divers cabarets puis se produit avec succès dans plusieurs festivals internationaux, tout en poursuivant une carrière de journalisme.
Il se fait connaître en 1983 avec les titres Pour elle et L.A. en Olympie qui est l'hymne officiel belge des Jeux olympiques d'été de 1984 à Los Angeles.
En 1984, Jacques Zegers représente la Belgique au Concours Eurovision de la chanson 1984 à Luxembourg, avec la chanson Avanti la vie. Parallèlement, il est directeur de publicité des hebdomadaires Le Marché et De Markt.
Il écrit aussi pour Henri Seroka des textes de chansons pour enfants (Johan et Pirlouit, Scrameustache, Marsupilami…).
Depuis 1987, Jacques fait également du théâtre, notamment au sein de la troupe Copains d'abord.
Après 1984, il continue sa carrière de journalisme, puis sortira un roman intitulé Le Nœud au mouchoir.

## Discographie

### Singles
- La Nuit (1983)
- Pour elle (1983)
- L.A. en Olympie (1984)
- Avanti la vie (1984)
- 1001 amis (1984)